# Alien: Isolation
Alien: Isolation es un videojuego de terror tipo horror de supervivencia y sigilo en primera persona desarrollado por The Creative Assembly y publicado por Sega para Microsoft Windows, Linux, PlayStation 3, PlayStation 4, Xbox 360, Android y Xbox One el 7 de octubre de 2014, y un año después lanzado para macOS y Linux. Además, el 16 de diciembre de 2021 para Android por la desarrolladora Feral Interactive, creadora también de juegos como Civilization, en su edición especial The Collection. La misma compañía inglesa anunciaría años después un futuro port del juego para Nintendo Switch.
Este título forma parte de la franquicia de las películas Alien.

## Modo de juego
The Creative Assembly describió a Alien: Isolation como un juego Horror de supervivencia, y con eso en mente diseñaron el juego lo más parecido a la película de Ridley Scott, Alien: el octavo pasajero, y no como Aliens de James Cameron, que está más orientada a la acción. A diferencia de la mayoría de los demás juegos de la franquicia, en Alien: Isolation solo hay un xenomorfo en la mayor parte del juego, y este no puede ser eliminado, haciendo que el jugador deba utilizar tácticas de sigilo para sobrevivir. Aunque el juego cuenta con algunas armas, estas son sólo letales contra humanos y androides. En lugar de seguir un camino predeterminado, la inteligencia artificial del xenomorfo ha sido programada para cazar activamente al jugador utilizando su vista, audición y olor. La inteligencia artificial del alien fue programada con una compleja serie de diseños de comportamiento que se liberan progresivamente a medida que encuentra al jugador para crear la ilusión de que el alien está aprendiendo de sus encuentros con él/ella y hace ajustes a su estrategia de caza según dichos encuentros. Esto incluye la habilidad del alien de investigar «fuentes secundarias» de distorsiones; por ejemplo, si observa que un casillero o una esclusa está abierta, el alien buscará a quien la abrió. El xenomorfo emite vocalizaciones a las que el jugador puede escuchar para entender sus intenciones en cada momento; un grito puede indicar que la criatura está por atacar, mientras que otros sonidos pueden indicar que el alien ha visto algo, está buscando o ha perdido la huella de su presa.
El jugador puede agacharse detrás de objetos para romper la línea de visión del xenomorfo, y de allí puede echar vistazos o inclinarse a los costados para poder ver. El jugador también tiene la posibilidad de correr, pero esto aumenta el sonido que hace y de esa manera las posibilidades de que el alien lo encuentre se incrementan. El jugador lleva consigo una linterna y un detector de movimiento para rastrear los movimientos del alien, sin embargo, el utilizarlos crea luz y sonido, lo que también aumenta las posibilidades de ser encontrado. El jugador puede meterse debajo de mesas, o dentro de casilleros para ocultarse del xenomorfo, y en algunas ocasiones deberá apretar un botón para aguantar la respiración y así evitar hacer sonidos. Los niveles son diseñados para ser no lineales, con varios puntos de entrada y salida en cada cuarto, proveyendo así rutas alternativas tanto para el xenomorfo como para el jugador para atacar o escaparse, respectivamente.
El juego no cuenta con un heads-up display, lo que requiere que el jugador utilice su inventario para adquirir información, por ejemplo, utilizando su detector de movimiento para ubicar al alien. El utilizar el detector de movimiento activa un efecto de profundidad de campo para que el jugador no pueda enfocarse en el rastreador y lo que está en frente de él al mismo tiempo. Aunque el detector puede detectar la ubicación aproximada del xenomorfo, no puede determinar la ubicación específica, o ubicar al monstruo si no se está moviendo. El juego incluye un sistema de fabricación que permite al jugador crear armas o herramientas para defenderse. Los objetos aparecen en lugares aleatorios, lo que obligará a los jugadores a explorar el nivel para encontrarlos cada vez que jueguen de nuevo en lugar de memorizar sus ubicaciones. En Alien: Isolation, también hay computadoras y otros dispositivos que se pueden hackear para acceder a información o activar acciones en el juego.

## Trama
Amanda Ripley, ingeniera de Weyland-Yutani e hija de la desaparecida tercera oficial de la U.S.C.S.S. Nostromo, Ellen Ripley, es contactada por el androide ejecutivo, Christopher Samuels, para informarle que la caja negra de la U.S.C.S.S. Nostromo ha sido recuperada por la nave de transporte Anesidora y está en posesión de la corporación Seegson en Sevastopol, una estación espacial de comercio orbitando al gigante gaseoso KG-348 en el sistema Zeta Reticuli. El equipo de Weyland-Yutani, conformado por Amanda, Samuels y la ejecutiva de alto rango Nina Taylor, comienzan su vector de aproximación a bordo de la nave de carga y transporte de pasajeros, Torrens, tripulada por su capitana Diane Verlaine y su navegador y encargado de telecomunicaciones, William Connor. Tras un fallido intento de establecer contacto por radio con la Sevastopol, en el que solo reciben un mensaje de advertencia lleno de estática de parte del mariscal colonial Waits, jefe de seguridad de la estación, indicándoles que no pueden recibir pasajeros y ante la poca claridad de la situación, el equipo decide abordar la estructura mediante una caminata espacial, pero, a los pocos metros de alcanzar la esclusa de aire una explosión hace que el cable guía se corte y el equipo se separe, dejando a Amanda como única posible sobreviviente. Al ingresar a la estación, Ripley la nota vacía y silenciosa y las únicas personas que la habitan son grupos de saqueadores atemorizados y paranoicos, acaparando los pocos recursos presentes en la nave y disparando a cualquiera que no pertenezca a su grupo.
Luego de explorar el área de llegadas espaciales, Amanda se encuentra con Axel, un solitario sobreviviente que al principio amenaza con matarla, pero luego lo convence de sacarlo de la estación si la ayuda a encontrar la caja negra. Axel accede, y mientras caminan le cuenta de un supuesto «monstruo» suelto que mata a cualquiera que se le cruce en su camino; este muere al ser atacado por ese mismo monstruo, un organismo alienígena conocido como xenomorfo suelto en la estación. Posteriormente Amanda encuentra la grabadora de vuelo en la sección de apoyo técnico, pero sus datos están dañados y no pueden ser leídos. Tras evitar al xenomorfo y a los sintéticos llamados «Androides Amigos» ahora hostiles hacia los humanos por una falla en los sistemas operativos de los mismos, Ripley contacta a Samuels y le dice que Nina está herida y necesita ayuda médica urgente, por lo que se dirige a la estación médica San Cristóbal para encontrar ayuda. Ahí solamente encuentra un solo médico, el doctor Khulman, que tomó refugio en la recepción del lugar. Este guía a la ingeniera por el lugar diciéndole que ahí atendían casos de esquizofrenia debido al ambiente del espacio, pero los tratamientos fueron dejados de lado para racionar suministros médicos. Tras no encontrar nada, Khulman le indica que pueda haber medicinas en la zona de operaciones, pero al momento de querer dejar la recepción para apoyar la búsqueda, este muere a manos del alien.
Al encontrar un equipo de urgencias e intentar dejar la sala de operaciones siendo perseguida por la criatura, esta activa una trampa explosiva para matar al alien, pero solo lo ahuyenta. Ripley se reencuentra con Samuels y Nina, que están junto con el mariscal Waits y su ayudante Ricardo. Ella le exige respuestas sobre la situación en la estación y Waits le responde que el xenomorfo fue traído en la misma nave que trajo la caja negra de la U.S.C.S.S. Nostromo, la Anesidora. En la oficina de los mariscales coloniales, Amanda interroga a Marlow, capitán de la Anesidora, y este le cuenta que aterrizaron en el mismo planetoide en el que su madre y su tripulación exploraron hace 15 años, LV-426, siguiendo la misma transmisión de la nave de los «ingenieros» que el otro equipo bajó a revisar. Tras entrar a la estructura, Marlow apaga la baliza de transmisión de la nave para que nadie logre encontrar la nave y quedarse con los derechos de explotación. Después de apagarla, su esposa, Catherine Foster, lo contacta y le pide que regrese a la cámara principal de la nave. Ahí, bajan por el agujero en el suelo a explorar los confines de la estructura, donde encuentran la cámara llena de huevos, en la que Foster termina infectada por un abrazacaras. Desesperado por ayuda, Marlow decide poner rumbo a la Sevastopol, donde entrega la grabadora a cambio de pasar el control de cuarentena. Ahí, la doctora Lingard chequea a Catherine, notando la existencia de un parásito desconocido dentro de ella, que termina siendo el xenomorfo y, al cabo de poco tiempo, este emerge de su huésped.
Después de finalizar su relato, Waits le pide a Ripley que le ayude a sellar al alien en Soluciones Exoplanetarias Géminis, un módulo de investigación que puede ser desacoplado de la Sevastopol, pero ella termina siendo traicionada por el mariscal, que desacopla el módulo con ella todavía adentro. Aun así, logra escapar y puede volver a la estación, dejando atrás al módulo y al alienígena que se desintegra al entrar a la atmósfera del planeta. Con el problema de la criatura ya solucionado, Amanda intenta volver a la oficina del mariscal, pero en el camino se encuentra con androides que han dejado sus puestos habituales y que, según Waits, están cazando y matando a todos. Al llegar a la oficina de mariscales, Ripley pide que le abran las puertas, pero solo escucha a Waits siendo ahorcado por un androide, y tras volver al lugar mediante una ruta alterna, se encuentra con todos sus ocupantes muertos, incluyendo al mariscal. Ricardo es la única persona viva en la oficina y Ripley lo convence de que la ayude en comunicaciones.
Tras intentar aclarar la incógnita de quién le ordenó a los sintéticos matar a todos, llegan a la conclusión de que Apolo, la inteligencia artificial a cargo de los sistemas tecnológicos y de telecomunicaciones de la Sevastopol, fue la responsable. Se ponen en contacto con Samuels, que fue al módulo de Apolo para desactivar a los androides. Al llegar ahí, Amanda sorprende a Samuels intentando acceder manualmente al núcleo de la inteligencia artificial, pero esta termina desactivando al androide de Weyland-Yutani, no sin antes abrirle el paso a los servidores de Apolo activando el tránsito privado hacia Apolo. Ya en los servidores y accediendo a la interfaz de usuario de la computadora para desactivar a los sintéticos, esta se lo prohíbe debido a la orden 939, misma orden implementada por Weyland-Yutani durante el primer encuentro con el xenomorfo, ahora dueña de la estación, que especifica «prioridad 1: mantener a la criatura con vida dos días después de que la expedición de la Torrens terminara» y todas las demás prioridades consideradas secundarias. Amanda insiste con que cancele la orden 939 ya que la criatura a abandonado Sevastopol pero Apolo argumenta: «Negativo los escaneres del reactor no han sido investigados» con lo cual, se ve obligada a investigar personalmente el reactor. Ahí, encuentra con el nido del alien, donde están todas las personas secuestradas —ahora muertas—, y varios xenomorfos nacidos de esas personas. Decidida a destruir el nido para eliminar a los aliens, Ripley pone en estado crítico ambos reactores para incinerar la guarida de las criaturas. Tiene éxito, pero algunos xenomorfos adultos logran escapar hacia las cubiertas superiores de la estación. 
Dejando atrás el reactor, Ricardo contacta a Amanda para mostrarle un audio de una conversación entre Nina y Marlow, en la que ella le revela que fue enviada a asegurar el espécimen, y también le ofrece libertad a cambio de revelarle la ubicación del planetoide. Ahora sabiendo que la Anesidora está cerca para poder usarla como medio de escape, Ripley usa una cápsula ambulancia para abordar la nave. Activando la corriente de la Anesidora, Marlow revela que secuestró a Taylor y le muestra el contenido de la caja negra, que también posee un mensaje personal de Ellen a Amanda, contándole de la destrucción de la Nostromo, la pérdida de toda su tripulación a manos del xenomorfo y prometiendo regresar pronto. Con el mensaje ya escuchado, Marlow está decidido a destruir al alien para que la humanidad no entre en contacto con esta plaga, sobrecargando el reactor de su nave para que este explote con la potencia de un arma nuclear. Pero antes de finalizar el proceso. Nina lo golpea con una llave de tuercas, matándolo. Ambas mujeres intentan abortar el proceso pero solo logran bajar la potencia de la explosión, Ripley logra escapar en la misma cápsula en la que llegó, Nina muere a causa de la explosión y se destruye la Anesidora por completo.
Aunque la estación no fue destruida en la explosión, sus estabilizadores gravitacionales terminan severamente dañados, haciendo que ésta comience a precipitarse hacia el gigante joviano. Como última esperanza para escapar, Amanda alinea los platos satelitales manualmente para ponerse en contacto con la Torrens para poder ser evacuados. Tiene éxito y, al momento de ir por Ricardo, este se encuentra con un abrazacaras pegado a él y se ve forzada a abandonarlo. Al momento de intentar dejar la Sevastopol mediante una caminata espacial, Amanda es secuestrada y llevada a un nuevo nido cerca de la central de comunicaciones, donde logra escapar del lugar y volver a la esclusa de aire. Ya en el exterior de la estación, Amanda debe desanclar la nave de forma manual pero termina siendo acorralada por los xenomorfos sobrevivientes, aunque logra deshacerse de ellos liberando justo a tiempo la nave de sus anclajes y dejando a las criaturas flotando a la deriva y a la Sevastopol desintegrándose en la atmósfera de KG-348. Al entrar a la Torrens, Amanda intenta contactar con Verlaine, pero no obtiene respuesta. Justo al entrar en el puente de la Torrens, un xenomorfo la acorrala en la exclusa de aire de la nave, lo que le da a entender que cuando Verlaine le pidió a Amanda activar las cargas para separar la nave: «Ripley he puesto la esclusa en automático» logró entrar en ese momento un xenomorfo a la Torrens, lo que hace suponer entonces que Verlaine y Connor han sido asesinados por la criatura. Como última instancia para evitar la muerte, Amanda abre la esclusa y tanto ella como el xenomorfo salen expulsados por la descompresión fuera de la nave. En las escenas finales, se muestra a Amanda flotando en el espacio dormida, pero se despierta al ver la luz de una nave que se le acerca.

## Doblaje
| Intérpretes         | Personaje             | Doblaje España          |
| ------------------- | --------------------- | ----------------------- |
| Andrea Deck         | Amanda Ripley         | Pilar Martín            |
| Sigourney Weaver    | Teniente Ellen Ripley | María Luisa Solá        |
| Anthony Howell      | Christopher Samuels   | Juan Amador Pulido      |
| Jane Perry          | Diane Verlaine        | Pepa Castro             |
| Emerald O'Hanrahan  | Nina Taylor           | Ana Esther Alborg       |
| George Anton        | Axel                  | Jorge García Insúa      |
| Melanie Gutterridge | Catherine Foster      | Ana Jiménez             |
| Lachele Carl        | Lingard               | María Antonia Rodríguez |
| Sean Gilder         | Marlow                | Iñaki Crespo            |
| Ben Cura            | Ransome               | Juan Navarro Torelló    |
| Richie Campbell     | Ricardo               | Óscar Castellanos       |
| William Hope        | Waits                 | Rafael Azcárraga        |
| Paul Kelleher       | Heyst                 | Julián Rodríguez        |
| Jennifer Armour     | Julia Jones           | Margot Lago             |
|                     | Kuhlman               | Ángel Amorós            |
|                     | Meeks                 | Javier Lorca            |
|                     | Sinclair              | Antonio Abenójar        |
|                     | Winters               | Yolanda Pérez Segoviano |
| Tom Skerritt        | Capitán Dallas        | Carlos Kaniowsky        |
| Veronica Cartwright | Lambert               | Beatriz Berciano        |
| Dave B. Mitchell    | Ash                   | David García Vázquez    |
| Harry Dean Stanton  | Brett                 | Luis Bajo               |
| Yaphet Kotto        | Parker                | Luis Mas                |

## Desarrollo
The Creative Assembly, más conocido por su trabajo en la serie de videojuegos Total War, comenzó a trabajar en el juego luego de completar Viking: Battle for Asgard. Un equipo de desarrollo de seis personas desarrolló un pequeño juego multijugador para presentarle la idea a Sega, un juego de «escondidas» en el que el rol de xenomorfo tenía que ser controlado por uno de los jugadores. El juego se volvió «un tanto viral dentro de Sega», y el proyecto fue aprobado. Los desarrolladores se sintieron frustrados por no poder hablar sobre su propio juego durante el dificultoso lanzamiento de Aliens: Colonial Marines. Un número importante de ex-desarrolladores de Crytek trabajó en el proyecto.
Aunque el juego está ambientado en el futuro, la tecnología mostrada en el juego está hecha para parecer que fue diseñada en los años 1970 para que se vea igual a la de la primera película de Alien: el octavo pasajero. Para lograr este cometido, el estudio emuló el proceso creativo de la película misma, y que estaba disponible en ese entonces. Los artistas del juego estudiaron el concepto original de Ron Cobb y usaron versiones de tabletas de sus implementos de dibujo. Los objetos dentro del juego deben derivarse de los artículos que estaban disponibles para el equipo de filmación en su momento, mientras que las computadoras tienen monitores monocromáticos y gráficos simples. Para crear la auténtica distorsión del periodo en los monitores del juego, los desarrolladores grabaron sus animaciones grabadores de VHS y Betamax, luego filmaron esas secuencias de «viejas televisiones curvas portátiles» mientras ajustaban los ajustes del trackings. El alien mismo fue diseñado para que sea parecido al diseño original H. R. Giger de la criatura en el primer filme, incluyendo la cabeza semitransparente con un cráneo visible por debajo, a diferencia de los diseños que fueron utilizados en las secuelas. The Creative Assembly creó entre 70 y 80 diferentes sets de animación para el xenomorfo. 20th Century Fox proveyó a The Creative Assembly tres terabytes de información archivada relacionada con la película original, incluyendo notas sobre diseños de set y maquetas, fotos de detrás de escenas, videos, y las grabaciones originales de los efectos sonoros para ayudar a Creative Assembly a recrear la atmósfera de la película de la forma más auténtica. Entre el material original que 20th Century Fox entregó al estudio está la banda sonora original de la película, a la cual los desarrolladores regrabaron varios de los pies originales con una orquesta completa, incluyendo a algunos de los músicos que trabajaron en la banda sonora de la primera película.
La primera cobertura de la prensa se dio el 12 de mayo de 2011, cuando Ed Vaizey visitó el estudio y reveló en su cuenta de Twitter que estaban buscando personal para un juego de Alien. Sega luego confirmó a CVG que Creative Assembly estaba trabajando en un nuevo juego de Alien y que esperaba que el título esté «al nivel de Dead Space 2». Ni el estudio ni la distribuidora fueron muy claros en el género del juego, y tampoco dijeron si se trataría de un juego de estrategia, la categoría por la cual The Creative Assembly es más conocida. No obstante, CA sí confirmó a CVG que el juego llegaría a las consolas, pero especificó ningún formato. El director de Creative Assembly, Mike Simpson, dijo que Sega les había encomendado ganar premios, pero no se sentía bajo mucha presión diciendo «nos gusta ganar premios». «Este es un proyecto triple A», añadió el director de Sega, Mike Hayes. «Queremos que este juego sea del mismo nivel que juegos como Dead Space 2». El nombre del juego fue anticipado luego del registro de una marca registrada, y el juego fue confirmado formalmente con el lanzamiento de un tráiler el 7 de enero de 2014.

## Recepción
Alien: Isolation ha recibido en su mayoría muy buenas críticas, especialmente en contraste con el anterior juego de Alien publicado por Sega, Aliens: Colonial Marines. 
Las páginas de reseñas GameRankings y Metacritic dieron a la versión de Microsoft Windows un 85,5 % basado en 6 reseñas y 80/100 basado en 22 reseñas, a la versión de PlayStation 4 79,21 % basado en 21 reseñas y 78/100 basado en 21 reseñas y a la versión de Xbox One 78,92 % basado en 12 reseñas y 76/100 basado en 14 reseñas.
David Houghton de GamesRadar calificó al juego con 4,5/5, alabando las gráficas y la inteligente AI que mantiene al juego impredecible. También declaró que el juego provee muchos momentos espeluzantes, profundos e inolvidables así como numerosas recompensas que harán que el jugador se sienta más vivo de lo que ningún otro juego lo haya hecho sentir en años.
Andy Kelly de PC Gamer dio al juego 93/100, declarando que es el juego que la serie Alien había merecido desde siempre.
Alex Dale de Official Xbox Magazine dio al juego 9/10. Él ha descrito al juego como «...Un thriller único de horror y sigilo que combina un gran ritmo y un diseño inteligente con una AI muy bien hecha que es impredecible en todas las mejores formas...».
El medio español ComboGamer destacó la inteligencia artificial del Alien y la ambientación del juego. El sitio le otorgó una calificación de 9/10 mencionando que «The Creative Assembly ha creado un producto sobresaliente no solo dentro de la licencia Alien, sino enmarcado en el género de terror. Sus mecánicas jugables funcionan con indudable acierto y la lograda ambientación a la que nos somete pocas veces la hemos experimentado con tanta viveza».
Los únicos sitios que no han dado buenas calificaciones al juego han sido Polygon, Gamespot e IGN. Las reseñas de Gamespot e IGN han sido duramente criticadas por numerosos usuarios al tratar de comparar a Alien: Isolation con juegos de disparos en primera persona como Call of Duty y no tomar en cuenta que es un juego de Horror y Supervivencia con una mecánica muy distinta, tal y como ha sido clasificado por los desarrolladores originalmente.
Además, el revisor del juego para IGN, fue durísimamente criticado por insinuar que el juego era demasiado difícil ya que no se podía matar al alien a disparos (lo que no tenía sentido para él) y por cometer múltiples errores de estrategia durante la demostración, tal es el caso de tratar de golpear con un martillo a la criatura, mantener encendido el detector de movimiento (que emite una señal que el alien puede escuchar), moverse dentro de los lockers (mientras el revisor protestaba porque lo habían descubierto sin saber por qué) o decir que el juego era demasiado largo (sin haberlo terminado, ya que según su propia declaración, solo lo jugó 5 horas y lo abandonó, terminando su revisión con datos que sacó de otras declaraciones).[cita requerida]
IGN incluso generó aún más odio y rechazo entre los subscriptores al realizar un nuevo video justificando su deplorable reseña, esta vez con 4 empleados más de la compañía, que justificaban las incoherencias mencionadas en la reseña original. Ante la nueva ola de insultos y rechazo, y la gran cantidad de subscriptores que acusaron a IGN de dar una mala reseña solo porque no habían recibido un pago de Creative Assembly, IGN terminó por realizar varios videos alabando al juego y mencionando cuan "atemorizante" era jugarlo.[cita requerida]